# Dorfkirche Schrepkow

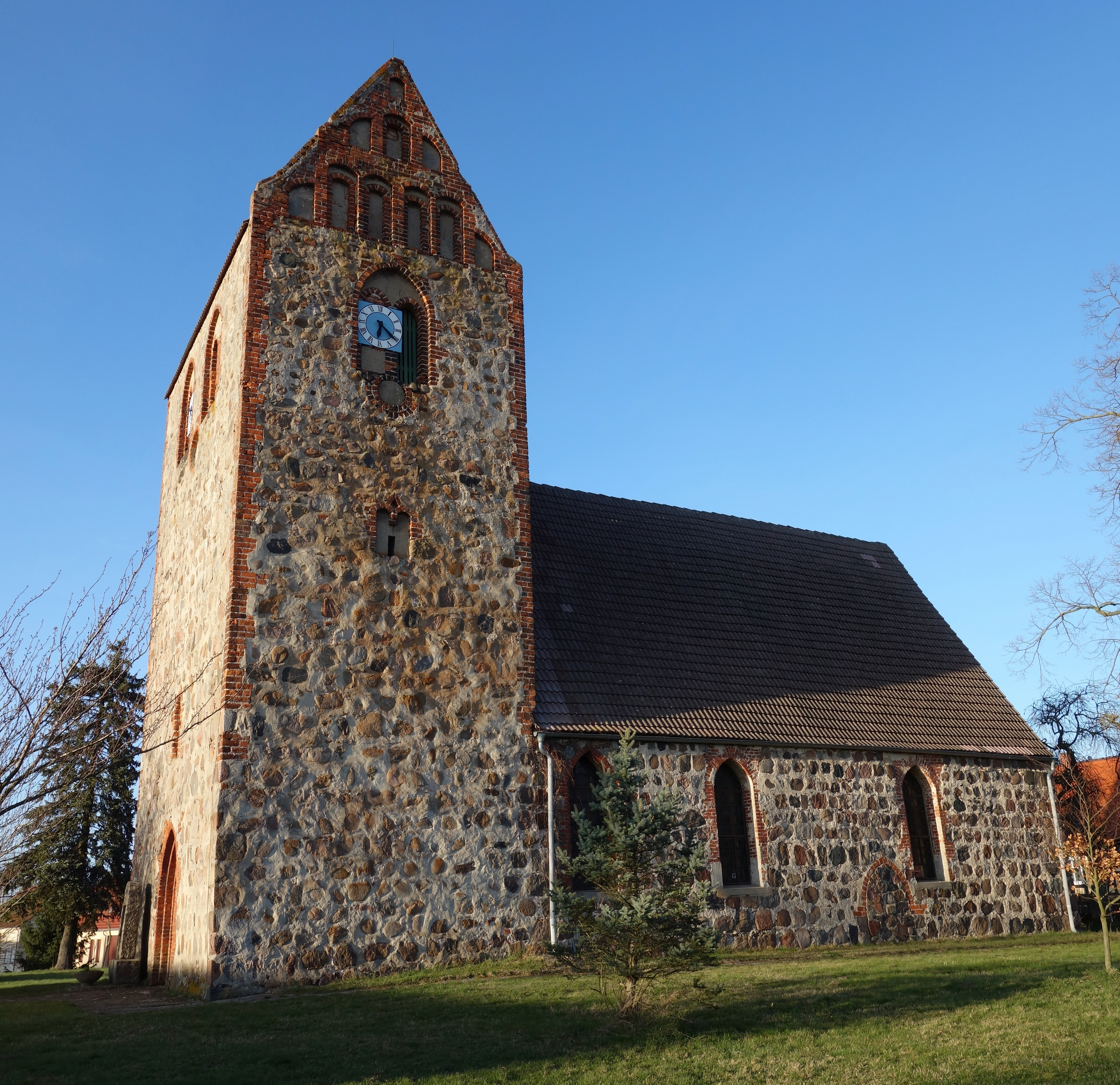
Dorfkirche in Schrepkow

Die evangelische Dorfkirche Schrepkow ist eine Saalkirche in Schrepkow, einem Ortsteil der Gemeinde Gumtow im brandenburgischen Landkreis Prignitz. Die Kirchengemeinde gehört dem Pfarrsprengel Glöwen-Schönhagen im Kirchenkreis Prignitz der Evangelischen Kirche Berlin-Brandenburg-schlesische Oberlausitz an. Das Gebäude steht unter Denkmalschutz.

## Baubeschreibung
Die Kirche steht auf dem Anger von Schrepkow. Es handelt sich um einen Saalbau aus Feldstein, der in der ersten Hälfte des 14. Jahrhunderts errichtet wurde. Das Dachwerk konnte auf das Jahr 1485 datiert werden. Der Westquerturm ist mit gekuppelten Schallöffnungen und einem blendengeschmückten Südgiebel aus Backsteinen versehen und stammt vermutlich aus dem 15. Jahrhundert. Das Quersatteldach ist mit einem Dachreiter versehen. Im Jahr 1865 wurde die Kirche restauriert und die Fenster im neugotischen Stil verändert. Sowohl das Süd- als auch das Nordportal wurden zugemauert. Im Inneren gibt es einen kleinen spitzbogigen Durchgang mit gestuftem Gewände zwischen Turm und Schiff sowie eine 1913 ausgemalte Balkendecke. Der Kanzelaltar stammt aus dem Jahr 1748 und hat seitliche Durchgänge. Der fünfseitige Kanzelkorb ist säulengerahmt und zeigt in den Brüstungsfeldern Gemälde von Salvator und den Evangelisten. Darunter befindet sich ein Abendmahlsbild. In der Eingangshalle befindet sich ein Kindergrabstein aus dem Jahr 1633.